# St. Lucas (Iowa)
St. Lucas es una ciudad ubicada en el condado de Fayette en el estado estadounidense de Iowa. En el Censo de 2010 tenía una población de 143 habitantes y una densidad poblacional de 207,57 personas por km².

## Geografía
St. Lucas se encuentra ubicada en las coordenadas 43°4′0″N 91°56′3″O / 43.06667, -91.93417. Según la Oficina del Censo de los Estados Unidos, St. Lucas tiene una superficie total de 0.69 km², de la cual 0.69 km² corresponden a tierra firme y (0%) 0 km² es agua.

## Demografía
Según el censo de 2010, había 143 personas residiendo en St. Lucas. La densidad de población era de 207,57 hab./km². De los 143 habitantes, St. Lucas estaba compuesto por el 100% blancos, el 0% eran afroamericanos, el 0% eran amerindios, el 0% eran asiáticos, el 0% eran isleños del Pacífico, el 0% eran de otras razas y el 0% pertenecían a dos o más razas. Del total de la población el 0% eran hispanos o latinos de cualquier raza.